# Farington
Farington – wieś w Anglii, w hrabstwie Lancashire, w dystrykcie South Ribble. Leży 40 km na północny zachód od miasta Manchester i 299 km na północny zachód od Londynu. W 2001 miejscowość liczyła 6088 mieszkańców.